# Guarda Imperial (Japão)

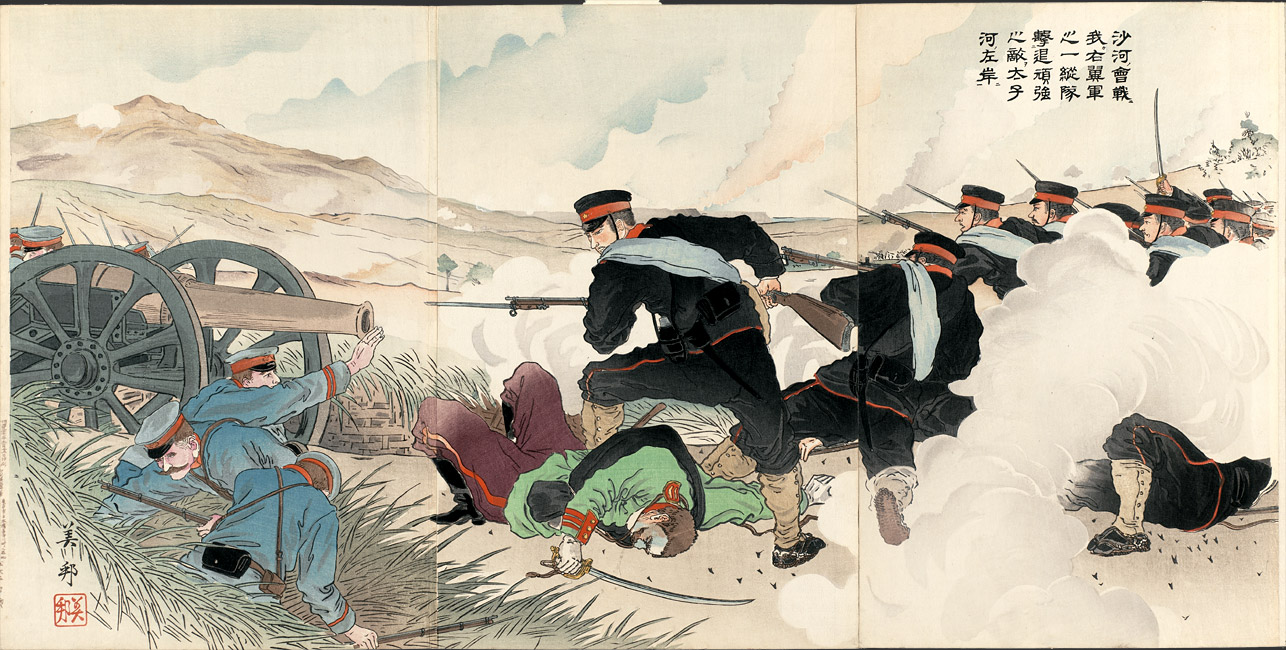
Estampa Ukiyo-e da Guarda Imperial do Japão repelindo a infantaria russa na batalha de Shaho durante a Guerra Russo-Japonesa em 1904.

A Guarda Imperial Japonesa Konoe Shidan (近衛師団) é um corpo armado dedicado à proteção do Imperador do Japão, da sua família, e das propriedades imperiais, incluindo o Palácio Imperial de Tóquio, Palácio Imperial de Quioto, Vila Imperial de Katsura, Vila Imperial de Shugakuin (ambas em Quioto), Depósito Imperial de Shosoin em Nara, e a Vila Imperial de Hayama e Vila Imperial de Nasu.. Antigamente formada como unidade do Exército Imperial Japonês, dissolveu-se como tal no final da Segunda Guerra Mundial com a rendição do Japão. Vários dos seus oficials foram condenados por crimes contra a humanidade no decorrer do conflito.
Em 1947 foi formado um corpo de Guarda Imperial civil, que se tornou formalmente parte da Agência Nacional de Polícia em 1957.
Entre os seus comandantes mais famosos encontram-se	Yamagata Aritomo, Ōyama Iwao, o Príncipe Kan'in Kotohito, Hajime Sugiyama, Hideki Tojo, Yasuji Okamura, Shunroku Hata, Tadamichi Kuribayashi, Tomoyuki Yamashita e Masaharu Homma.

### Imagens

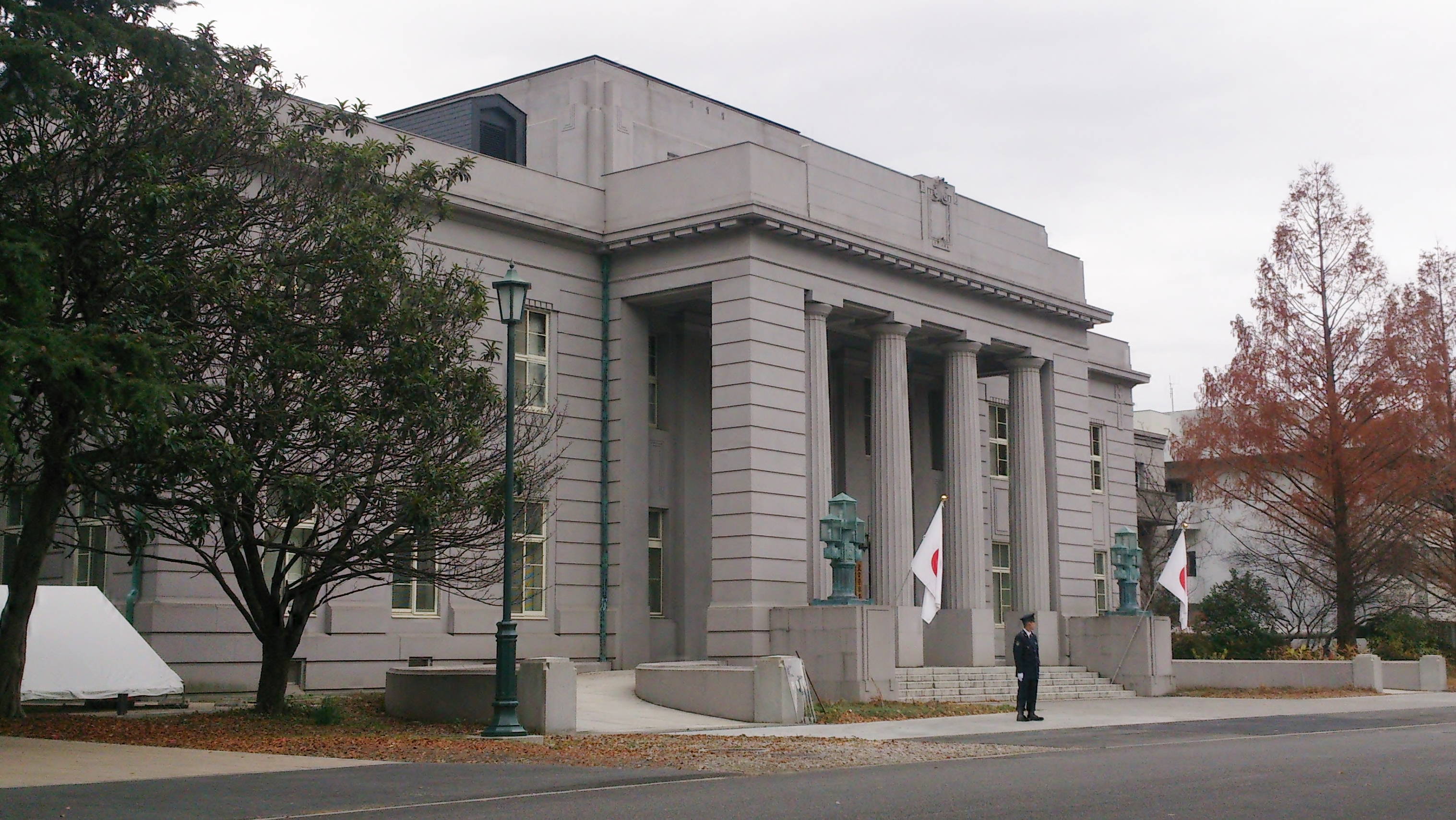
Sede da Guarda Imperial
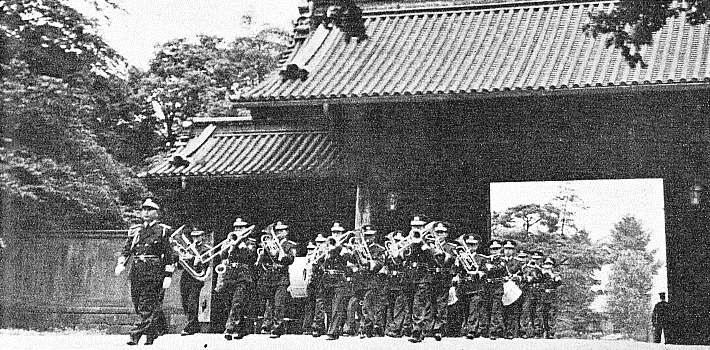
Banda da Guarda Imperial em Tóquio, década de 1950.
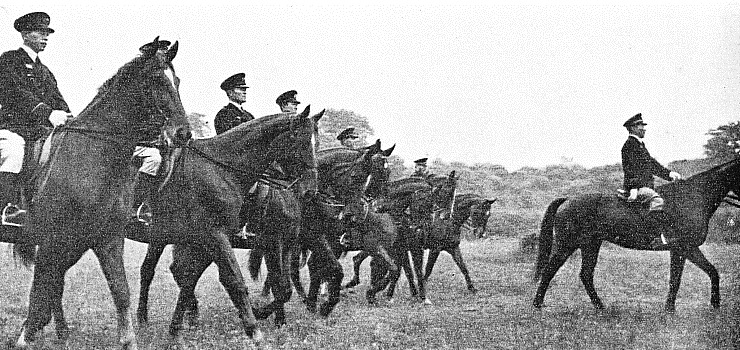
Guarda Imperial a cavalo, década de 1950.
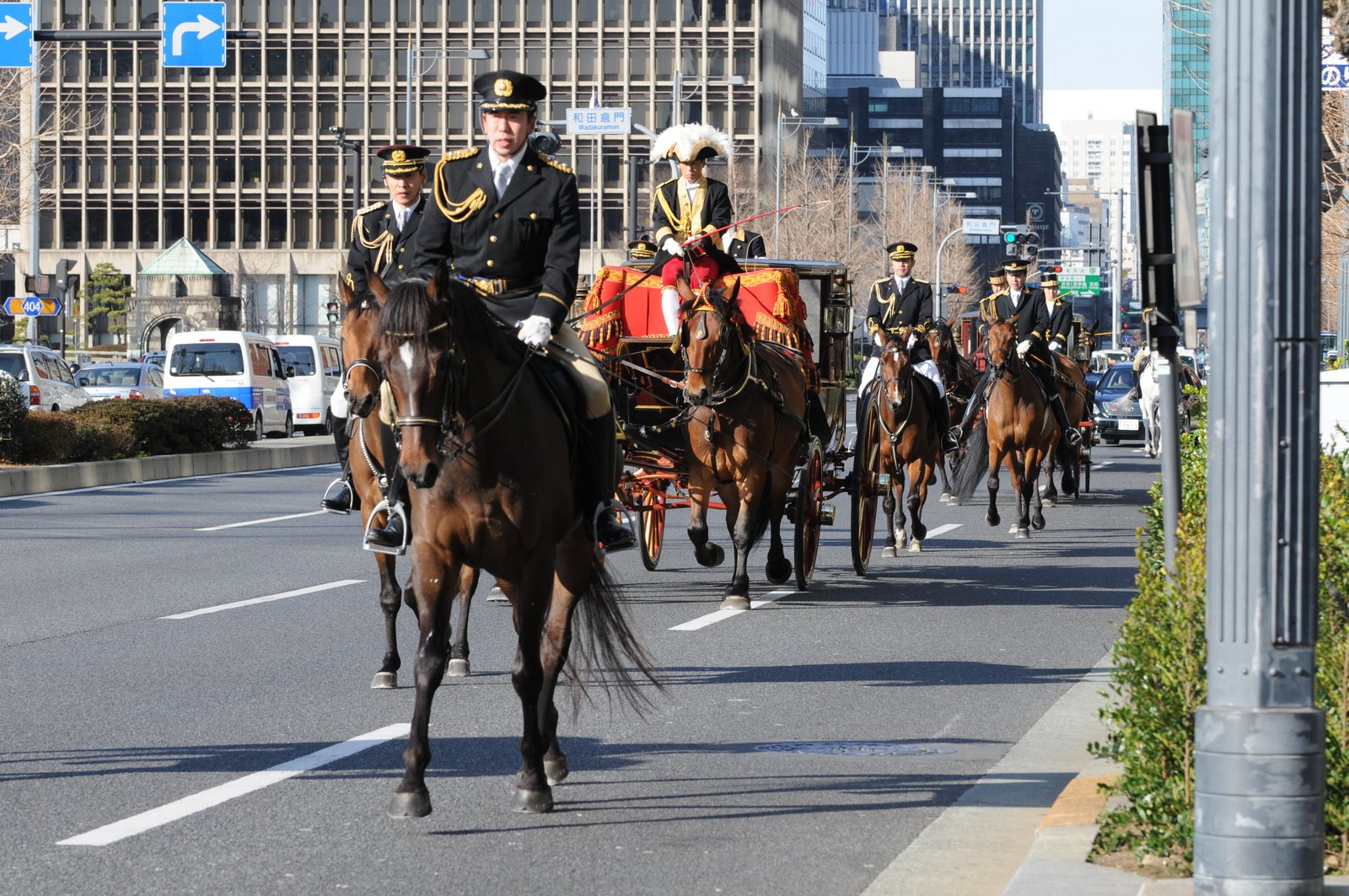
Guarda Imperial montada, em cerimónia de apresentação de credenciais em Tóquio.
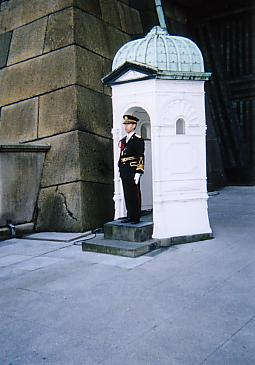
Sentinela da Guarda Imperial no exterior do Palácio Imperial.
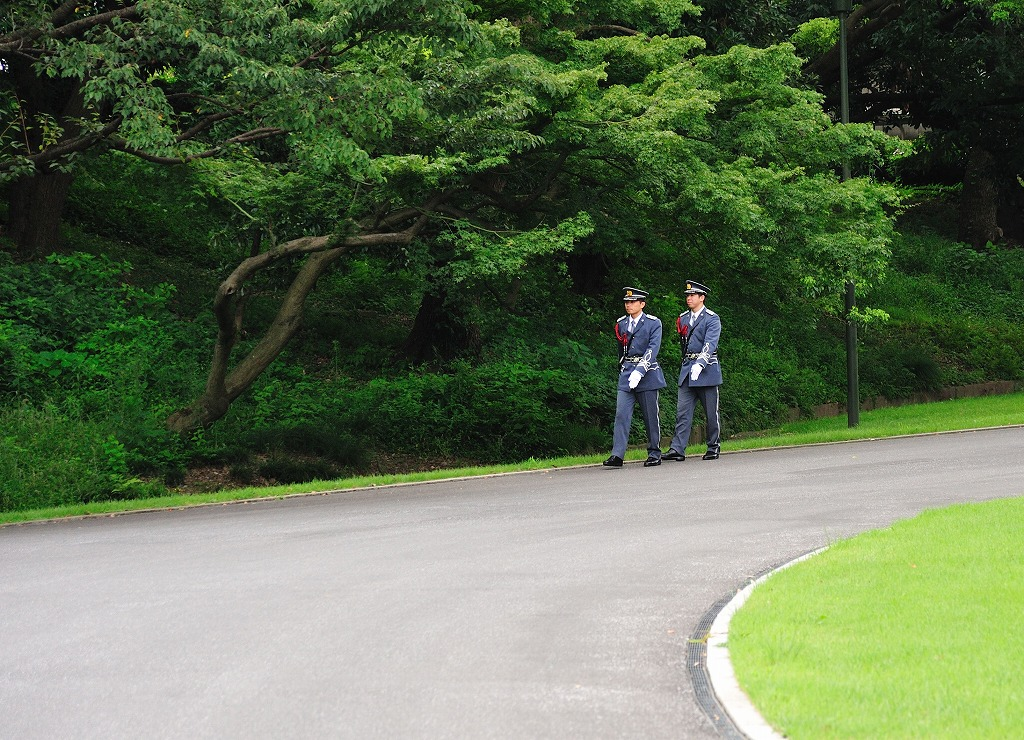
Guardas no Palácio Imperial de Tóquio.
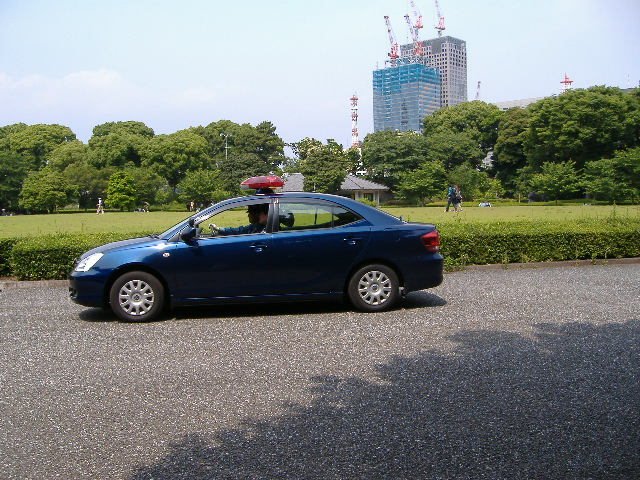
Guarda Imperial em patrulha nos jardins do Palácio Imperial de Tóquio.